# Oligia pseudolatruncula
Oligia pseudolatruncula là một loài bướm đêm trong họ Noctuidae.